# Jaja (Rosja)
Jaja – osiedle typu miejskiego w Rosji, w obwodzie kemerowskim. W 2010 roku liczyło 11 688 mieszkańców.